# Рутсвајлер на Лаутеру
Рутсвајлер на Лаутеру (њем. Rutsweiler an der Lauter) општина је у њемачкој савезној држави Рајна-Палатинат. Једно је од 98 општинских средишта округа Кузел. Према процјени из 2010. у општини је живјело 368 становника. Посједује регионалну шифру (AGS) 7336090.

## Географски и демографски подаци
Рутсвајлер на Лаутеру се налази у савезној држави Рајна-Палатинат у округу Кузел. Општина се налази на надморској висини од 196–524 метра. Површина општине износи 4,3 km². У самом мјесту је, према процјени из 2010. године, живјело 368 становника. Просјечна густина становништва износи 85 становника/km².

## Међународна сарадња
| Мјесто | Држава    | Врста сарадње | Од    |
| ------ | --------- | ------------- | ----- |
|        | Француска | партнерство   | 2000. |
| Извор  |           |               |       |